# Паперовий журавель

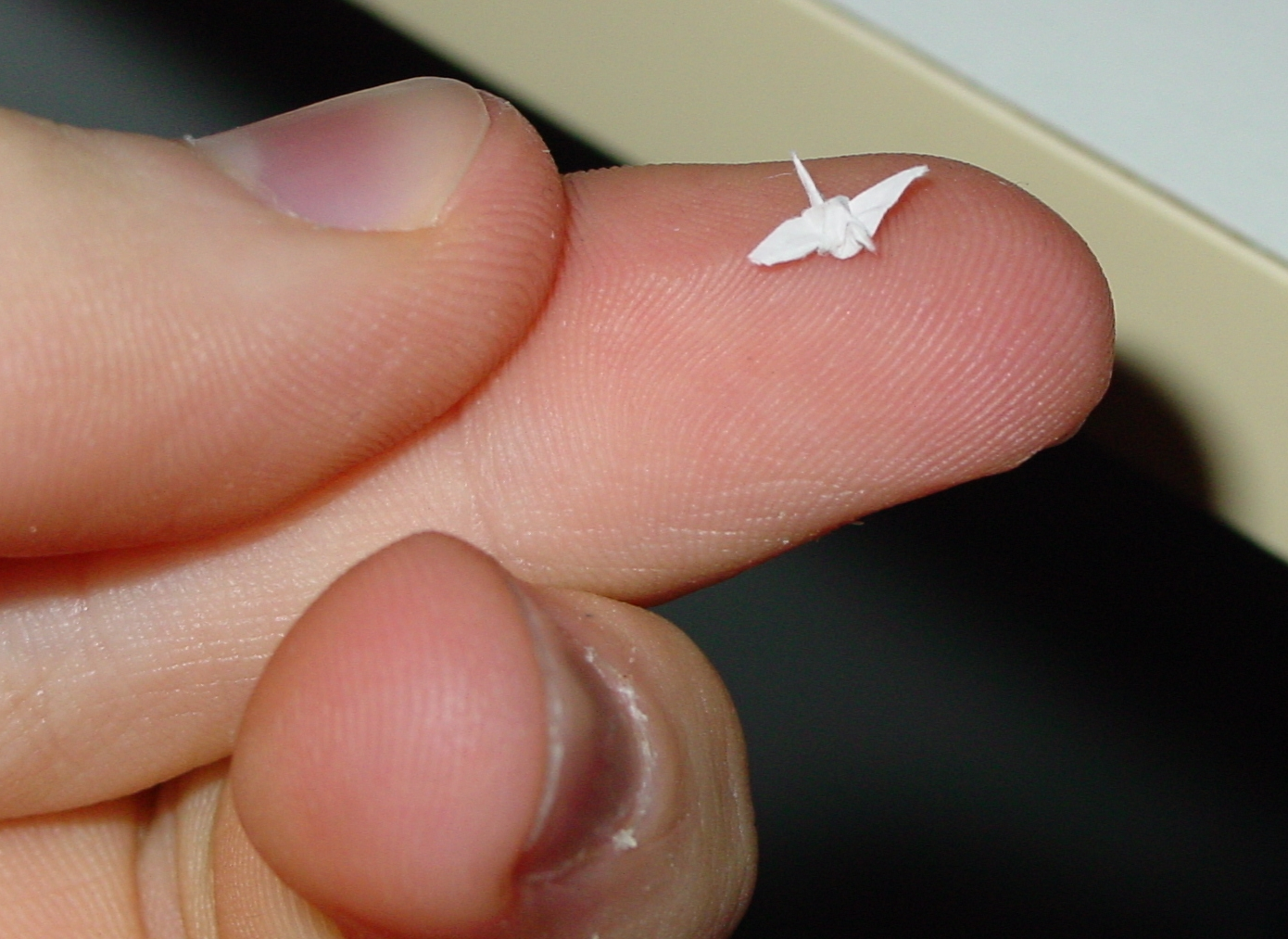
Дуже маленький паперовий журавель

Оризуру (折 鶴 ori — «складений», tsuru «crane» з англ. — журавель ") паперовий журавлик — це класична фігурка японського мистецтва оригамі. В японській культурі вважається, що саме його крила, несуть душі померлих до раю, і це зображення японського червонокоронного журавля, в японській культурі його ще називають «Поважним лордом Журавлем». Цю фігурку часто використовують як урочистий символ або прикрасу столу ресторану. Тисяча з'єднаних між собою оризуру називається сенбазуру (千 羽 鶴), що перекладається як «тисяча журавлів», подеякують, що якщо хтось складе тисячу журавлів, то здійсниться його бажання. Значення цього висвітлюється в історичному романі Садако і Тисячі паперових журавлів, класичній історії, заснованій на житті постаті Садако Сасакі.

## Рензуру

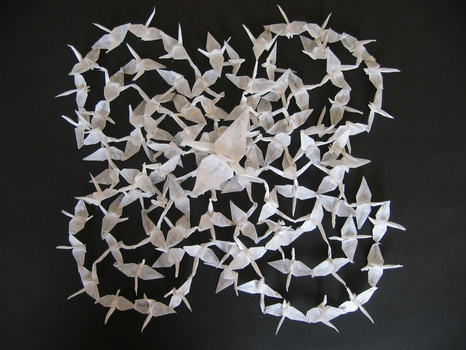
Рензуру, (сотня журавлів)

Термін renzuru (яп. 連鶴, «з'єднані журавлі») — це частина техніки оригамі, за допомогою якої складають декілька журавлів з одного аркуша паперу (зазвичай квадратного), використовуючи ряд стратегічних вирізів, щоб сформувати мозаїку напіввід'єднаних менших квадратів від оригінального великого квадратного паперу. Отримані журавлики є приєднаними один до одного (наприклад, за кінчики дзьобів, крил або хвостів) або за частини тіла (наприклад, дитячий журавель, що сидить на спині матері). Завдання полягає в тому, щоб скласти всі фігурки, не порушуючи маленьких паперових з'єднань, між журавлями, або, в деяких випадках, приховати зайвий папір.
Типові конфігурації рензуру включають коло з чотирьох або більше фігурок, з'єднаних за кінчики крил. Одна з найпростіших форм, зроблена з напівквадрату (прямокутник 2 × 1), розрізаного навпіл з однієї з довгих сторін, з цього можна скласти два журавлика, що мають спільне ціле крило, розташоване вертикально між їхніми тулубами; голови та хвости можуть бути спрямовані в спільному або в протилежному напрямку. Це відоме як імосеяма. Якщо їх виготовити з паперу з різнобарвними сторонами, то фігурки будуть різного кольору.
Така техніка оригамі була проілюстрована в книзі одного з перших авторів оригамі, Hiden Senbazuru Orikata (датується 1797 роком). (Оновлений вигляд проілюстрованої техніки можна знайти в сучаснішій книзі японського автора оригамі Кунігіко Касахари.)

## Складання фігурки журавля

Зображення покрокового створення фігурки за системою Йошизава-Рандлета